# Kommunalwahlen in Südtirol 2020/24
Die Kommunalwahlen in Südtirol 2020 fanden am 20. September (allgemeiner Wahltermin) in 113 von 116 Gemeinden statt. Die Gemeinden Deutschnofen, Freienfeld und Sarntal wurden bereits im Jahr 2019 erneuert.
Die Wahlen waren für den 3. Mai geplant, wurden jedoch wegen des epidemiologischen Notstands infolge des COVID-19 auf ein späteres Datum verschoben.
Am 4. Oktober fand in den Gemeinden Bozen und Meran die Stichwahl statt.
In den folgenden 10 Gemeinden fanden vorgezogene Wahlen statt:
- Glurns, Meran und Nals (am 10. Oktober 2021; Stichwahl: am 24. Oktober);
- Kastelruth (am 13. November 2022);
- Sand in Taufers (am 21. Mai 2023);
- Brixen (am 25. Februar 2024); Leifers, Lana und St. Martin in Passeier (am 26. Mai 2024; Stichwahl: am 8.–9. Juni); Wengen (am 10. November 2024).

## Gemeinden mit mehr als 15.000 Einwohnern

### Bozen
| Kandidaten                                | Kandidaten              | 2. Wahlgang | 2. Wahlgang | 1. Wahlgang | 1. Wahlgang | Listen                     | Stimmen | %    | Mandate |
| Kandidaten                                | Kandidaten              | Stimmen     | %           | Stimmen     | %           | Listen                     | Stimmen | %    | Mandate |
| ----------------------------------------- | ----------------------- | ----------- | ----------- | ----------- | ----------- | -------------------------- | ------- | ---- | ------- |
|                                           | Renzo Caramaschigewählt | 21.611      | 45,5        | 16.124      | 34,0        | Südtiroler Volkspartei (A) | 6.180   | 14,8 | 7       |
| Partito Democratico                       | Renzo Caramaschigewählt | 21.611      | 45,5        | 16.124      | 34,0        | 5.256                      | 12,6    | 7    |         |
| Verdi Grüne Vërc                          | Renzo Caramaschigewählt | 21.611      | 45,5        | 16.124      | 34,0        | 3.840                      | 9,2     | 5    |         |
| Lista Civica con Caramaschi               | Renzo Caramaschigewählt | 21.611      | 45,5        | 16.124      | 34,0        | 3.189                      | 7,6     | 4    |         |
| Sinistra Unita                            | Renzo Caramaschigewählt | 21.611      | 45,5        | 16.124      | 34,0        | 738                        | 1,8     | –    |         |
| Italia Viva                               | Renzo Caramaschigewählt | 21.611      | 45,5        | 16.124      | 34,0        | 398                        | 1,0     | –    |         |
| ↳ Gesamt                                  | Renzo Caramaschigewählt | 21.611      | 45,5        | 16.124      | 34,0        | 19.601                     | 47,0    | 23   |         |
|                                           | Roberto Zanin           | 16.176      | 34,1        | 15.735      | 33,1        | Lega per Salvini Premier   | 5.524   | 13,2 | 7       |
| Oltre Zanin                               | Roberto Zanin           | 16.176      | 34,1        | 15.735      | 33,1        | 4.204                      | 10,1    | 5    |         |
| Fratelli d’Italia                         | Roberto Zanin           | 16.176      | 34,1        | 15.735      | 33,1        | 3.224                      | 7,7     | 4    |         |
| Forza Italia                              | Roberto Zanin           | 16.176      | 34,1        | 15.735      | 33,1        | 618                        | 1,5     | –    |         |
| ↳ Gesamt                                  | Roberto Zanin           | 16.176      | 34,1        | 15.735      | 33,1        | 13.570                     | 32,5    | 16   |         |
|                                           | Luis Walcher            |             |             | 6.406       | 13,5        | (A)                        | –       | –    | –       |
|                                           | Angelo Gennaccaro       |             |             | 3.655       | 7,7         | Io sto con Bolzano         | 3.478   | 8,3  | 4       |
|                                           | Thomas Brancaglion      |             |             | 2.349       | 4,9         | Team K                     | 1.691   | 4,1  | 2       |
| Volt – PSI – +Bolzano                     | Thomas Brancaglion      | 302         | 0,7         | 2.349       | 4,9         | –                          |         |      |         |
| ↳ Gesamt                                  | Thomas Brancaglion      | 1.993       | 4,8         | 2.349       | 4,9         | 2                          |         |      |         |
|                                           | Maria Teresa Fortini    |             |             | 1.306       | 2,7         | Movimento 5 Stelle         | 1.258   | 3,0  | –       |
|                                           | Maurizio Puglisi Ghizzi |             |             | 1.220       | 2,6         | CasaPound Italia           | 1.184   | 2,8  | –       |
|                                           | Davide Costa            |             |             | 396         | 0,8         | Futuro Bolzano             | 368     | 0,9  | –       |
|                                           | Meinhard Knollseisen    |             |             | 155         | 0,3         | Pensionati per Bolzano     | 153     | 0,4  | –       |
|                                           | Cristina Barchetti      |             |             | 147         | 0,3         | Vox Italia                 | 135     | 0,3  | –       |
| Gesamt                                    | Gesamt                  | 37.787      | 100         | 47.493      | 100         |                            | 41.740  | 100  | 45      |
|                                           |                         |             |             |             |             |                            |         |      |         |
| Ungültige Stimmen                         | Ungültige Stimmen       | 538         | 1,4         | 1.659       | 3,4         |                            |         |      |         |
| Wähler                                    | Wähler                  | 38.325      | 47,3        | 49.152      | 60,7        |                            |         |      |         |
| Wahlberechtigte                           | Wahlberechtigte         | 81.039      |             | 81.039      |             |                            |         |      |         |
|                                           |                         |             |             |             |             |                            |         |      |         |
| Quelle: Autonome Region Trentino-Südtirol |                         |             |             |             |             |                            |         |      |         |

### Brixen

#### Wahl 2020
| Kandidaten           | Kandidaten           | Stimmen | %    | Listen                   | Stimmen | %    | Mandate |
| -------------------- | -------------------- | ------- | ---- | ------------------------ | ------- | ---- | ------- |
|                      | Peter Brunnergewählt | 6.468   | 58,9 | Südtiroler Volkspartei   | 6.356   | 59,2 | 16      |
|                      | Ingo Fink            | 967     | 8,8  | Team K                   | 944     | 8,8  | 2       |
|                      | Markus Frei          | 925     | 8,4  | Grüne Bürgerliste Brixen | 897     | 8,4  | 2       |
|                      | Renate Prader        | 886     | 8,1  | Partito Democratico      | 876     | 8,2  | 2       |
|                      | Anna Rita Bilello    | 454     | 4,1  | Lega per Salvini Premier | 444     | 4,1  | 1       |
|                      | Egon Gitzl           | 448     | 4,1  | Die Freiheitlichen       | 284     | 2,6  | 1       |
| Süd-Tiroler Freiheit | Egon Gitzl           | 448     | 4,1  | 134                      | 1,2     | 1    |         |
| ↳ Gesamt             | Egon Gitzl           | 448     | 4,1  | 418                      | 3,9     | 2    |         |
|                      | Paola Ghedina        | 426     | 3,9  | Insieme per Bressanone   | 411     | 3,8  | 1       |
|                      | Nicoletta Smarra     | 409     | 3,7  | Fratelli d’Italia        | 394     | 3,7  | 1       |
| Gesamt               | Gesamt               | 10.983  | 100  |                          | 10.740  | 100  | 27      |
|                      |                      |         |      |                          |         |      |         |
| Ungültige Stimmen    | Ungültige Stimmen    | 403     | 3,5  |                          |         |      |         |
| Wähler               | Wähler               | 11.386  | 64,2 |                          |         |      |         |
| Wahlberechtigte      | Wahlberechtigte      | 17.725  |      |                          |         |      |         |

#### Wahl 2024
| Kandidaten                                | Kandidaten              | Stimmen | %    | Listen                   | Stimmen | %    | Mandate |
| ----------------------------------------- | ----------------------- | ------- | ---- | ------------------------ | ------- | ---- | ------- |
|                                           | Andreas Jungmanngewählt | 5.479   | 54,3 | Südtiroler Volkspartei   | 5.449   | 54,9 | 15      |
|                                           | Sabine Mahlknecht       | 1.170   | 11,6 | Team K                   | 1.134   | 11,4 | 3       |
|                                           | Renate Prader           | 1.061   | 10,5 | Partito Democratico      | 1.053   | 10,6 | 3       |
|                                           | Antonio Bova            | 812     | 8,0  | Fratelli d’Italia        | 650     | 6,5  | 2       |
| Lega per Salvini Premier                  | Antonio Bova            | 812     | 8,0  | 101                      | 1,0     | –    |         |
| ↳ Gesamt                                  | Antonio Bova            | 812     | 8,0  | 751                      | 7,6     | 2    |         |
|                                           | Markus Frei             | 1.004   | 9,9  | Grüne Bürgerliste Brixen | 986     | 9,9  | 3       |
|                                           | Konrad Unterfrauner     | 347     | 3,4  | Süd-Tiroler Freiheit     | 338     | 3,4  | 1       |
|                                           | Christopher Fissneider  | 226     | 2,2  | JWA - Wirth Anderlan     | 213     | 2,1  | –       |
| Gesamt                                    | Gesamt                  | 10.099  | 100  |                          | 9.924   | 100  | 27      |
|                                           |                         |         |      |                          |         |      |         |
| Ungültige Stimmen                         | Ungültige Stimmen       | 226     | 2,2  |                          |         |      |         |
| Wähler                                    | Wähler                  | 10.325  | 56,5 |                          |         |      |         |
| Wahlberechtigte                           | Wahlberechtigte         | 18.276  |      |                          |         |      |         |
|                                           |                         |         |      |                          |         |      |         |
| Quelle: Autonome Region Trentino-Südtirol |                         |         |      |                          |         |      |         |

### Bruneck
| Kandidaten                                | Kandidaten               | Stimmen | %    | Listen                       | Stimmen | %    | Mandate |
| ----------------------------------------- | ------------------------ | ------- | ---- | ---------------------------- | ------- | ---- | ------- |
|                                           | Roland Griessmairgewählt | 4.360   | 55,7 | Südtiroler Volkspartei       | 4.360   | 55,7 | 15      |
|                                           | Hugo Götsch              | 1.025   | 13,1 | Team K                       | 1.025   | 13,1 | 4       |
|                                           | Hans Peter Niederkofler  | 972     | 12,4 | Verdi Grüne Vërc             | 972     | 12,4 | 3       |
|                                           | Antonio Bovenzi          | 676     | 8,6  | Il Polo – Civica per Brunico | 676     | 8,6  | 2       |
|                                           | Tania Cappellari         | 326     | 4,2  | Lega per Salvini Premier     | 326     | 4,2  | 1       |
|                                           | Bernhard Hilber          | 319     | 4,1  | Süd-Tiroler Freiheit         | 319     | 4,1  | 1       |
|                                           | Davide Barbieri          | 150     | 1,9  | Movimento 5 Stelle           | 150     | 1,9  | 1       |
| Gesamt                                    | Gesamt                   | 7.828   | 100  |                              | 7.828   | 100  | 27      |
|                                           |                          |         |      |                              |         |      |         |
| Ungültige Stimmen                         | Ungültige Stimmen        | 505     | 6,1  |                              |         |      |         |
| Wähler                                    | Wähler                   | 8.333   | 60,9 |                              |         |      |         |
| Wahlberechtigte                           | Wahlberechtigte          | 13.692  |      |                              |         |      |         |
|                                           |                          |         |      |                              |         |      |         |
| Quelle: Autonome Region Trentino-Südtirol |                          |         |      |                              |         |      |         |

### Leifers

#### Wahl 2020
| Kandidaten                                | Kandidaten               | Stimmen | %    | Listen                           | Stimmen | %    | Mandate |
| ----------------------------------------- | ------------------------ | ------- | ---- | -------------------------------- | ------- | ---- | ------- |
|                                           | Christian Bianchigewählt | 5.121   | 57,5 | Uniti per Laives Bianchi Sindaco | 2.378   | 29,5 | 8       |
| Lega per Salvini Premier                  | Christian Bianchigewählt | 5.121   | 57,5 | 1.243                            | 15,4    | 4    |         |
| Fratelli d’Italia                         | Christian Bianchigewählt | 5.121   | 57,5 | 649                              | 8,0     | 2    |         |
| Laives Futura – Team Castelli             | Christian Bianchigewählt | 5.121   | 57,5 | 147                              | 1,8     | 1    |         |
| Indipendenti per Laives                   | Christian Bianchigewählt | 5.121   | 57,5 | 93                               | 1,2     | 1    |         |
| ↳ Gesamt                                  | Christian Bianchigewählt | 5.121   | 57,5 | 4.510                            | 55,9    | 16   |         |
|                                           | Luca Bertolini           | 1.798   | 20,2 | Partito Democratico              | 649     | 8,0  | 2       |
| Verdi Grüne Vërc                          | Luca Bertolini           | 1.798   | 20,2 | 405                              | 5,0     | 2    |         |
| Laives Civica Leifers                     | Luca Bertolini           | 1.798   | 20,2 | 353                              | 4,4     | 1    |         |
| Fides                                     | Luca Bertolini           | 1.798   | 20,2 | 121                              | 1,5     | 1    |         |
| Partito Socialista Italiano               | Luca Bertolini           | 1.798   | 20,2 | 98                               | 1,2     | –    |         |
| ↳ Gesamt                                  | Luca Bertolini           | 1.798   | 20,2 | 1.626                            | 20,2    | 6    |         |
|                                           | Giovanni Seppi           | 1.372   | 15,4 | Südtiroler Volkspartei           | 1.325   | 16,4 | 4       |
|                                           | Alberto Dell’Osbel       | 299     | 3,4  | Movimento 5 Stelle               | 294     | 3,6  | 1       |
|                                           | Marco Delli Zotti        | 166     | 1,9  | Progetto Laives                  | 158     | 2,0  | –       |
|                                           | Alessandro Zuech         | 157     | 1,8  | Team K                           | 150     | 1,9  | –       |
| Gesamt                                    | Gesamt                   | 8.913   | 100  |                                  | 8.063   | 100  | 27      |
|                                           |                          |         |      |                                  |         |      |         |
| Ungültige Stimmen                         | Ungültige Stimmen        | 298     | 3,2  |                                  |         |      |         |
| Wähler                                    | Wähler                   | 9.211   | 66,3 |                                  |         |      |         |
| Wahlberechtigte                           | Wahlberechtigte          | 13.899  |      |                                  |         |      |         |
|                                           |                          |         |      |                                  |         |      |         |
| Quelle: Autonome Region Trentino-Südtirol |                          |         |      |                                  |         |      |         |

#### Wahl 2024
| Kandidaten                                | Kandidaten            | 2. Wahlgang | 2. Wahlgang | 1. Wahlgang | 1. Wahlgang | Listen                 | Stimmen | %    | Mandate |
| Kandidaten                                | Kandidaten            | Stimmen     | %           | Stimmen     | %           | Listen                 | Stimmen | %    | Mandate |
| ----------------------------------------- | --------------------- | ----------- | ----------- | ----------- | ----------- | ---------------------- | ------- | ---- | ------- |
|                                           | Giovanni Seppigewählt | 4.415       | 60,8        | 2.169       | 29,9        | Südtiroler Volkspartei | 2.001   | 30,3 | 8       |
|                                           | Claudia Furlani       | 3.190       | 43,9        | 2.306       | 31,8        | Uniti per Laives       | 1.072   | 16,2 | 5       |
| Fratelli d’Italia                         | Claudia Furlani       | 3.190       | 43,9        | 2.306       | 31,8        | 579                    | 8,8     | 2    |         |
| Lega per Salvini Premier                  | Claudia Furlani       | 3.190       | 43,9        | 2.306       | 31,8        | 363                    | 5,5     | 2    |         |
| ↳ Gesamt                                  | Claudia Furlani       | 3.190       | 43,9        | 2.306       | 31,8        | 2.014                  | 30,5    | 9    |         |
|                                           | Sara Endrizzi         |             |             | 1.374       | 18,9        | Partito Democratico    | 560     | 8,5  | 3       |
| Verdi Grüne Vërc                          | Sara Endrizzi         | 308         | 4,7         | 1.374       | 18,9        | 1                      |         |      |         |
| Laives al Centro                          | Sara Endrizzi         | 175         | 2,6         | 1.374       | 18,9        | 1                      |         |      |         |
| Movimento 5 Stelle                        | Sara Endrizzi         | 147         | 2,2         | 1.374       | 18,9        | 1                      |         |      |         |
| Partito Socialista Italiano               | Sara Endrizzi         | 53          | 0,8         | 1.374       | 18,9        | –                      |         |      |         |
| ↳ Gesamt                                  | Sara Endrizzi         | 1.243       | 18,8        | 1.374       | 18,9        | 6                      |         |      |         |
|                                           | Emilio Corea          |             |             | 574         | 7,9         | La Civica              | 551     | 8,3  | 2       |
|                                           | Bruno Ceschini        |             |             | 419         | 5,8         | Team K                 | 398     | 6,0  | 1       |
|                                           | Matteo Gazzini        |             |             | 417         | 5,7         | Forza Italia           | 397     | 6,0  | 1       |
| Gesamt                                    | Gesamt                | 7.605       | 100         | 7.259       | 100         |                        | 6.604   | 100  | 27      |
|                                           |                       |             |             |             |             |                        |         |      |         |
| Ungültige Stimmen                         | Ungültige Stimmen     | 467         | 5,8         | 220         | 2,9         |                        |         |      |         |
| Wähler                                    | Wähler                | 8.072       | 56,6        | 7.479       | 52,4        |                        |         |      |         |
| Wahlberechtigte                           | Wahlberechtigte       | 14.266      |             | 14.266      |             |                        |         |      |         |
|                                           |                       |             |             |             |             |                        |         |      |         |
| Quelle: Autonome Region Trentino-Südtirol |                       |             |             |             |             |                        |         |      |         |

### Meran

#### Wahl 2020
| Kandidaten                             | Kandidaten         | 2. Wahlgang | 2. Wahlgang | 1. Wahlgang | 1. Wahlgang | Listen                                  | Stimmen | %    | Mandate |
| Kandidaten                             | Kandidaten         | Stimmen     | %           | Stimmen     | %           | Listen                                  | Stimmen | %    | Mandate |
| -------------------------------------- | ------------------ | ----------- | ----------- | ----------- | ----------- | --------------------------------------- | ------- | ---- | ------- |
|                                        | Paul Röschgewählt  | 7.050       | 41,8        | 4.784       | 28,4        | Verdi Grüne Vërc – Die Liste Paul Rösch | 3.292   | 21,6 | 8       |
| Team K                                 | Paul Röschgewählt  | 7.050       | 41,8        | 4.784       | 28,4        | 419                                     | 2,8     | 1    |         |
| Ökosoziale Linke – Sinistra Ecosociale | Paul Röschgewählt  | 7.050       | 41,8        | 4.784       | 28,4        | 297                                     | 2,0     | 1    |         |
| ↳ Gesamt                               | Paul Röschgewählt  | 7.050       | 41,8        | 4.784       | 28,4        | 4.008                                   | 26,3    | 10   |         |
|                                        | Dario Dal Medico   | 7.013       | 41,6        | 3.862       | 22,9        | Alleanza per Merano                     | 2.038   | 13,4 | 5       |
| La Civica per Merano                   | Dario Dal Medico   | 7.013       | 41,6        | 3.862       | 22,9        | 1.466                                   | 9,6     | 3    |         |
| ↳ Gesamt                               | Dario Dal Medico   | 7.013       | 41,6        | 3.862       | 22,9        | 3.504                                   | 23,0    | 8    |         |
|                                        | Richard Stampfl    |             |             | 3.642       | 21,6        | Südtiroler Volkspartei                  | 3.445   | 22,6 | 8       |
|                                        | Antonio Battisti   |             |             | 1.739       | 10,3        | Lega per Slavini Premier                | 1.609   | 10,6 | 4       |
|                                        | Ilenia Nero        |             |             | 898         | 5,3         | Fratelli d’Italia                       | 847     | 5,6  | 2       |
|                                        | Daniela Rossi      |             |             | 877         | 5,2         | Partito Democratico                     | 831     | 5,5  | 2       |
|                                        | Peter Enz          |             |             | 447         | 2,7         | Die Freiheitlichen                      | 386     | 2,5  | 1       |
|                                        | Reinhild Campidell |             |             | 326         | 1,9         | Süd-Tiroler Freiheit                    | 314     | 2,1  | 1       |
|                                        | Giancarlo Bertocci |             |             | 292         | 1,7         | Movimento 5 Stelle                      | 285     | 1,9  | –       |
| Gesamt                                 | Gesamt             | 14.063      | 100         | 16.867      | 100         |                                         | 15.229  | 100  | 36      |
|                                        |                    |             |             |             |             |                                         |         |      |         |
| Ungültige Stimmen                      | Ungültige Stimmen  | 236         | 1,7         | 722         | 4,1         |                                         |         |      |         |
| Wähler                                 | Wähler             | 14.299      | 46,6        | 17.589      | 57,3        |                                         |         |      |         |
| Wahlberechtigte                        | Wahlberechtigte    | 30.709      |             | 30.709      |             |                                         |         |      |         |

#### Wahl 2021
| Kandidaten                                | Kandidaten               | 2. Wahlgang | 2. Wahlgang | 1. Wahlgang | 1. Wahlgang | Listen                   | Stimmen | %    | Mandate |
| Kandidaten                                | Kandidaten               | Stimmen     | %           | Stimmen     | %           | Listen                   | Stimmen | %    | Mandate |
| ----------------------------------------- | ------------------------ | ----------- | ----------- | ----------- | ----------- | ------------------------ | ------- | ---- | ------- |
|                                           | Dario Dal Medicogewählt  | 7.075       | 45,1        | 5.125       | 32,7        | Alleanza per Merano      | 2.758   | 19,3 | 7       |
| La Civica per Merano                      | Dario Dal Medicogewählt  | 7.075       | 45,1        | 5.125       | 32,7        | 1.654                    | 11,6    | 5    |         |
| Think Lady Merano                         | Dario Dal Medicogewählt  | 7.075       | 45,1        | 5.125       | 32,7        | 104                      | 0,7     | –    |         |
| ↳ Gesamt                                  | Dario Dal Medicogewählt  | 7.075       | 45,1        | 5.125       | 32,7        | 4.516                    | 31,6    | 12   |         |
|                                           | Paul Rösch               | 6.979       | 44,5        | 5.212       | 33,3        | Verdi Grüne Vërc         | 3.668   | 25,7 | 10      |
| Partito Democratico                       | Paul Rösch               | 6.979       | 44,5        | 5.212       | 33,3        | 695                      | 4,9     | 2    |         |
| Ökosoziale Linke – Sinistra Ecosociale    | Paul Rösch               | 6.979       | 44,5        | 5.212       | 33,3        | 185                      | 1,3     | 1    |         |
| Movimento 5 Stelle                        | Paul Rösch               | 6.979       | 44,5        | 5.212       | 33,3        | 134                      | 0,9     | –    |         |
| ↳ Gesamt                                  | Paul Rösch               | 6.979       | 44,5        | 5.212       | 33,3        | 4.682                    | 32,8    | 13   |         |
|                                           | Katharina Johanna Zeller |             |             | 2.868       | 18,3        | Südtiroler Volkspartei   | 2.768   | 19,4 | 7       |
|                                           | Alessandro Urzì          |             |             | 604         | 3,9         | Fratelli d’Italia        | 555     | 3,9  | 1       |
|                                           | Alessandro Mauro Maestri |             |             | 577         | 3,7         | Lega per Salvini Premier | 554     | 3,9  | 1       |
|                                           | Susanne Zuber            |             |             | 466         | 3,0         | Enzian                   | 441     | 3,1  | 1       |
|                                           | Joachim Ellmenreich      |             |             | 414         | 2,6         | Team K                   | 385     | 2,7  | 1       |
|                                           | Reinhild Campidell       |             |             | 207         | 1,3         | Süd-Tiroler Freiheit     | 193     | 1,4  | –       |
|                                           | Otto Waldner             |             |             | 199         | 1,3         | Die Freiheitlichen       | 192     | 1,3  | –       |
| Gesamt                                    | Gesamt                   | 14.054      | 100         | 15.672      | 100         |                          | 14.286  | 100  | 36      |
|                                           |                          |             |             |             |             |                          |         |      |         |
| Ungültige Stimmen                         | Ungültige Stimmen        | 252         | 1,8         | 367         | 2,3         |                          |         |      |         |
| Wähler                                    | Wähler                   | 14.306      | 46,3        | 16.039      | 52,0        |                          |         |      |         |
| Wahlberechtigte                           | Wahlberechtigte          | 30.872      |             | 30.872      |             |                          |         |      |         |
|                                           |                          |             |             |             |             |                          |         |      |         |
| Quelle: Autonome Region Trentino-Südtirol |                          |             |             |             |             |                          |         |      |         |

## Andere Gemeinden
| Gemeinde                             | Jahr      | Bürgermeister                   | Partei/Liste                           |
| ------------------------------------ | --------- | ------------------------------- | -------------------------------------- |
| Abtei                                | 2020      | Giacomo Frenademetz             | Lista Badia – La Ila – San Ciascian    |
| Ahrntal                              | 2020      | Helmut Gebhard Klammer          | SVP                                    |
| Aldein                               | 2020      | Christoph Matzneller            | SVP                                    |
| Algund                               | 2020      | Ulrich Gamper                   | SVP                                    |
| Altrei                               | 2020      | Gustav Mattivi                  | SVP                                    |
| Andrian                              | 2020      | Roland Danay                    | SVP                                    |
| Auer                                 | 2020      | Martin Feichter                 | Bürgerliste Auer                       |
| Barbian                              | 2020      | Erich Mur                       | SVP                                    |
| Branzoll                             | 2020      | Giorgia Mongillo Bona           | Democratici sul Territorio             |
| Brenner                              | 2020      | Alber Martin                    | SVP                                    |
| Burgstall                            | 2020      | Othmar-Franz Unterkofler        | SVP                                    |
| Corvara                              | 2020      | Robert Rottonara                | SVP – Calfosch-Pescosta-Corvara        |
| Deutschnofen                         | Wahl 2019 | Wahl 2019                       | Wahl 2019                              |
| Enneberg                             | 2020      | Felix Ploner                    | Paisc D’La Pli                         |
| Eppan                                | 2020      | Wilfried Trettl                 | Bürgerliste Eppan                      |
| Feldthurns                           | 2020      | Konrad Messner                  | SVP                                    |
| Franzensfeste                        | 2020      | Thomas Klapfer                  | SVP                                    |
| Freienfeld                           | Wahl 2019 | Wahl 2019                       | Wahl 2019                              |
| Gais                                 | 2020      | Christian Gartner               | SVP                                    |
| Gargazon                             | 2020      | Armin Gorfer                    | SVP                                    |
| Glurns                               | 2020      | Alois Frank                     | SVP                                    |
| Glurns                               | 2021      | Erich Josef Wallnöfer           | Für Glurns                             |
| Graun im Vinschgau                   | 2020      | Franz Alfred Prieth             | SVP                                    |
| Gsies                                | 2020      | Paul Schwingshackl              | SVP                                    |
| Hafling                              | 2020      | Sonja Anna Plank                | SVP                                    |
| Innichen                             | 2020      | Klaus Rainer                    | SVP                                    |
| Jenesien                             | 2020      | Paul Romen                      | SVP                                    |
| Kaltern                              | 2020      | Bernard Gertrud Benin           | SVP                                    |
| Karneid                              | 2020      | Albin Kofler                    | SVP                                    |
| Kastelbell-Tschars                   | 2020      | Gustav Erich Tappeiner          | SVP                                    |
| Kastelruth                           | 2020      | Andreas Colli                   | SVP                                    |
| Kastelruth                           | 2022      | Cristina Pallanch Malfertheiner | SVP                                    |
| Kiens                                | 2020      | Andreas Falkensteiner           | SVP                                    |
| Klausen                              | 2020      | Peter Gasser                    | SVP – Verdings Pardell                 |
| Kuens                                | 2020      | Manfred Walter Raffl            | SVP                                    |
| Kurtatsch                            | 2020      | Oswald Schiefer                 | SVP                                    |
| Kurtinig                             | 2020      | Manfred Mayr                    | SVP                                    |
| Laas                                 | 2020      | Verena Tröger                   | SVP – Laas Allitz Eyrs Tanas Tschengls |
| Lajen                                | 2020      | Stefan Leiter                   | SVP                                    |
| Lana                                 | 2020      | Harald Stauder                  | SVP                                    |
| Lana                                 | 2024      | Helmut Taber                    | SVP                                    |
| Latsch                               | 2020      | Mauro Dalla Barba               | SVP                                    |
| Laurein                              | 2020      | Harmann Thaler                  | SVP                                    |
| Lüsen                                | 2020      | Carmen Plaseller                | SVP                                    |
| Mals                                 | 2020      | Josef Thurner                   | SVP                                    |
| Margreid                             | 2020      | Andreas Bonell                  | SVP                                    |
| Marling                              | 2020      | Felix Lanpacher                 | SVP                                    |
| Martell                              | 2020      | Georg Altstätter                | SVP                                    |
| Mölten                               | 2020      | Walter Gruber                   | SVP                                    |
| Montan                               | 2020      | Monika Delvai Hilber            | SVP                                    |
| Moos in Passeier                     | 2020      | Gothard Gufler                  | SVP                                    |
| Mühlbach                             | 2020      | Heinrich Seppi                  | SVP – Mühlbach                         |
| Mühlwald                             | 2020      | Paul Niederbrunner              | SVP                                    |
| Nals                                 | 2020      | Franz Pircher                   | SVP                                    |
| Nals                                 | 2021      | Ludwig Busetti                  | SVP                                    |
| Naturns                              | 2020      | Zeno Christanell                | SVP                                    |
| Natz-Schabs                          | 2020      | Alexander Überbacher            | SVP – Natz Raas Viums                  |
| Neumarkt                             | 2020      | Jost Karin                      | SVP                                    |
| Niederdorf                           | 2020      | Günther Wisthaler               | Niederdorf Bewegen                     |
| Olang                                | 2020      | Georg Jakob Reden               | SVP                                    |
| Partschins                           | 2020      | Alois Forcher                   | SVP                                    |
| Percha                               | 2020      | Martin Schneider                | SVP – Liste Percha 2020                |
| Pfalzen                              | 2020      | Roland Tinkhauser               | SVP                                    |
| Pfatten                              | 2020      | Elmar Oberhofer                 | SVP                                    |
| Pfitsch                              | 2020      | Stefan Gufler                   | SVP                                    |
| Plaus                                | 2020      | Jürgen Klotz                    | SVP                                    |
| Prad am Stilfserjoch                 | 2020      | Rafael Alber                    | SVP                                    |
| Prags                                | 2020      | Friedrich Mittermair            | SVP                                    |
| Prettau                              | 2020      | Robert Alexander Steger         | SVP                                    |
| Proveis                              | 2020      | Ulrich Gamper                   | SVP                                    |
| Rasen-Antholz                        | 2020      | Thomas Schuster                 | SVP                                    |
| Ratschings                           | 2020      | Sebastian Helfer                | SVP                                    |
| Riffian                              | 2020      | Franz Michael Pixner            | SVP                                    |
| Ritten                               | 2020      | Paul Lintner                    | SVP                                    |
| Rodeneck                             | 2020      | Helmut Achmüller                | Wir für Rodeneck                       |
| Salurn                               | 2020      | Roland Lazzeri                  | SVP                                    |
| Sand in Taufers                      | 2020      | Josef Nöckler                   | Taufers 2010                           |
| Sand in Taufers                      | 2023      | Josef Nöckler                   | Taufers 2010                           |
| Sarntal                              | Wahl 2019 | Wahl 2019                       | Wahl 2019                              |
| Schenna                              | 2020      | Annelies Pichler                | SVP                                    |
| Schlanders                           | 2020      | Dieter Pinggera                 | SVP                                    |
| Schluderns                           | 2020      | Heiko Hauser                    | SVP                                    |
| Schnals                              | 2020      | Karl Josef Rainer               | SVP                                    |
| Sexten                               | 2020      | Thomas Summerer                 | SVP                                    |
| St. Christina in Gröden              | 2020      | Christoph Senoner               | SVP                                    |
| St. Leonhard in Passeier             | 2020      | Robert Tschöll                  | SVP                                    |
| St. Lorenzen                         | 2020      | Martin Ausserdorfer             | SVP                                    |
| St. Martin in Passeier               | 2020      | Rosmarie Pamer                  | SVP                                    |
| St. Martin in Passeier               | 2024      | Dominik Alber                   | SVP                                    |
| St. Martin in Thurn                  | 2020      | Giorgio Costabiei               | Ciastel                                |
| St. Pankraz                          | 2020      | Thomas Holzner                  | SVP                                    |
| St. Ulrich in Gröden                 | 2020      | Tobia Moroder                   | Per la Lista Unica                     |
| Sterzing                             | 2020      | Peter Volgger                   | Für Sterzing Wipptal                   |
| Stilfs                               | 2020      | Franz Heinisch                  | SVP                                    |
| Taufers im Münstertal                | 2020      | Roselinde Gunsch                | SVP                                    |
| Terenten                             | 2020      | Reinhold Weger                  | SVP                                    |
| Terlan                               | 2020      | Hansjörg Zelger                 | SVP                                    |
| Tiers                                | 2020      | Gernot Psenner                  | SVP                                    |
| Tirol                                | 2020      | Erich Ratschiller               | SVP                                    |
| Tisens                               | 2020      | Christoph Matscher              | SVP                                    |
| Toblach                              | 2020      | Martin Reinzer                  | SVP                                    |
| Tramin                               | 2020      | Wolfgang Oberhofer              | SVP                                    |
| Truden                               | 2020      | Michael Epp                     | SVP – Truden                           |
| Tscherms                             | 2020      | Astrid Kuprian                  | SVP                                    |
| Ulten                                | 2020      | Stefan Schwarz                  | SVP                                    |
| Unsere Liebe Frau im Walde-St. Felix | 2020      | Gabriela Kofler                 | SVP                                    |
| Vahrn                                | 2020      | Andreas Schatzer                | SVP                                    |
| Villanders                           | 2020      | Walter Baumgartner              | SVP                                    |
| Villnöß                              | 2020      | Peter Pernthaler                | SVP                                    |
| Vintl                                | 2020      | Walter Huber                    | SVP                                    |
| Völs am Schlern                      | 2020      | Othmar Stampfer                 | SVP                                    |
| Vöran                                | 2020      | Thomas Egger                    | SVP                                    |
| Waidbruck                            | 2020      | Philipp Kerschbaumer            | Bürgerliste Waidbruck                  |
| Welsberg-Taisten                     | 2020      | Dominik Oberstaller             | SVP                                    |
| Welschnofen                          | 2020      | Markus Dejori                   | SVP                                    |
| Wengen                               | 2020      | Angel Miribung                  | La Val                                 |
| Wengen                               | 2024      | Felix Nagler                    | La Val                                 |
| Wolkenstein in Gröden                | 2020      | Rolando Demetz                  | Sëlva                                  |